# Biologische Abbaubarkeit
Biologische Abbaubarkeit bezeichnet das Vermögen organischer Chemikalien, biologisch, also durch Lebewesen (insbesondere Saprobionten) oder deren Enzyme zersetzt zu werden. Im Idealfall verläuft dieser chemische Metabolismus vollständig bis zur Mineralisierung, so dass die organische Verbindung bis hin zu anorganischen Stoffen wie Kohlendioxid, Sauerstoff und Ammoniak zerlegt wird, der Abbau kann aber auch bei abbaustabilen Transformationsprodukten stehen bleiben.

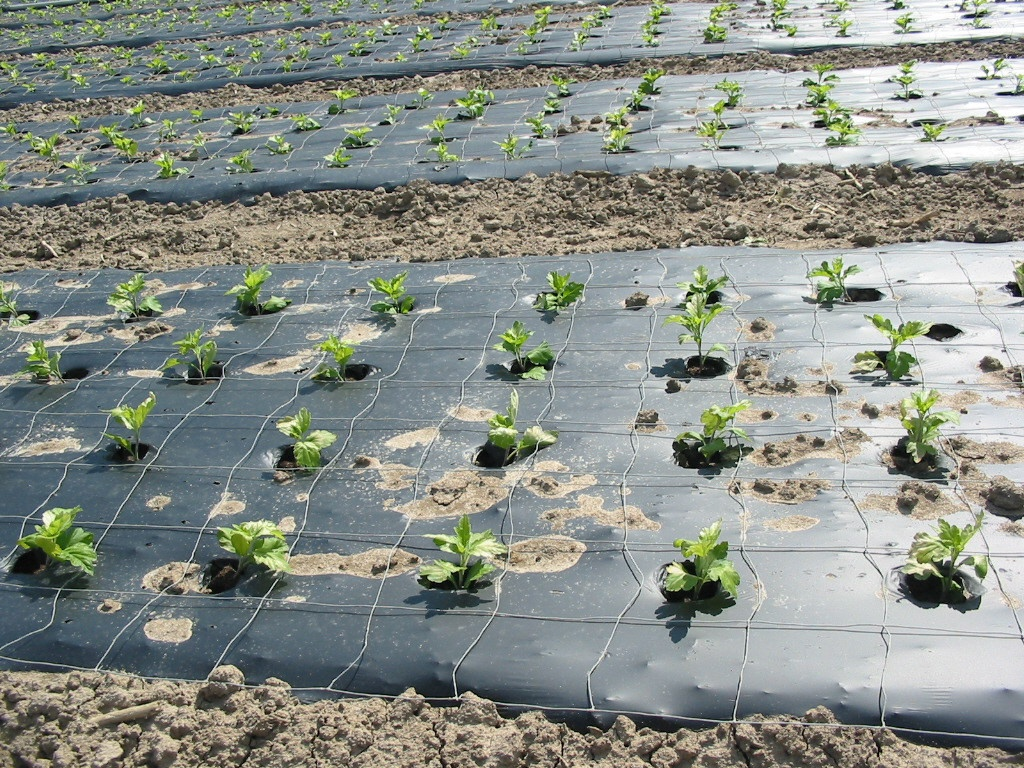
Mulchfolie aus bioabbaubarem PLA-Blend

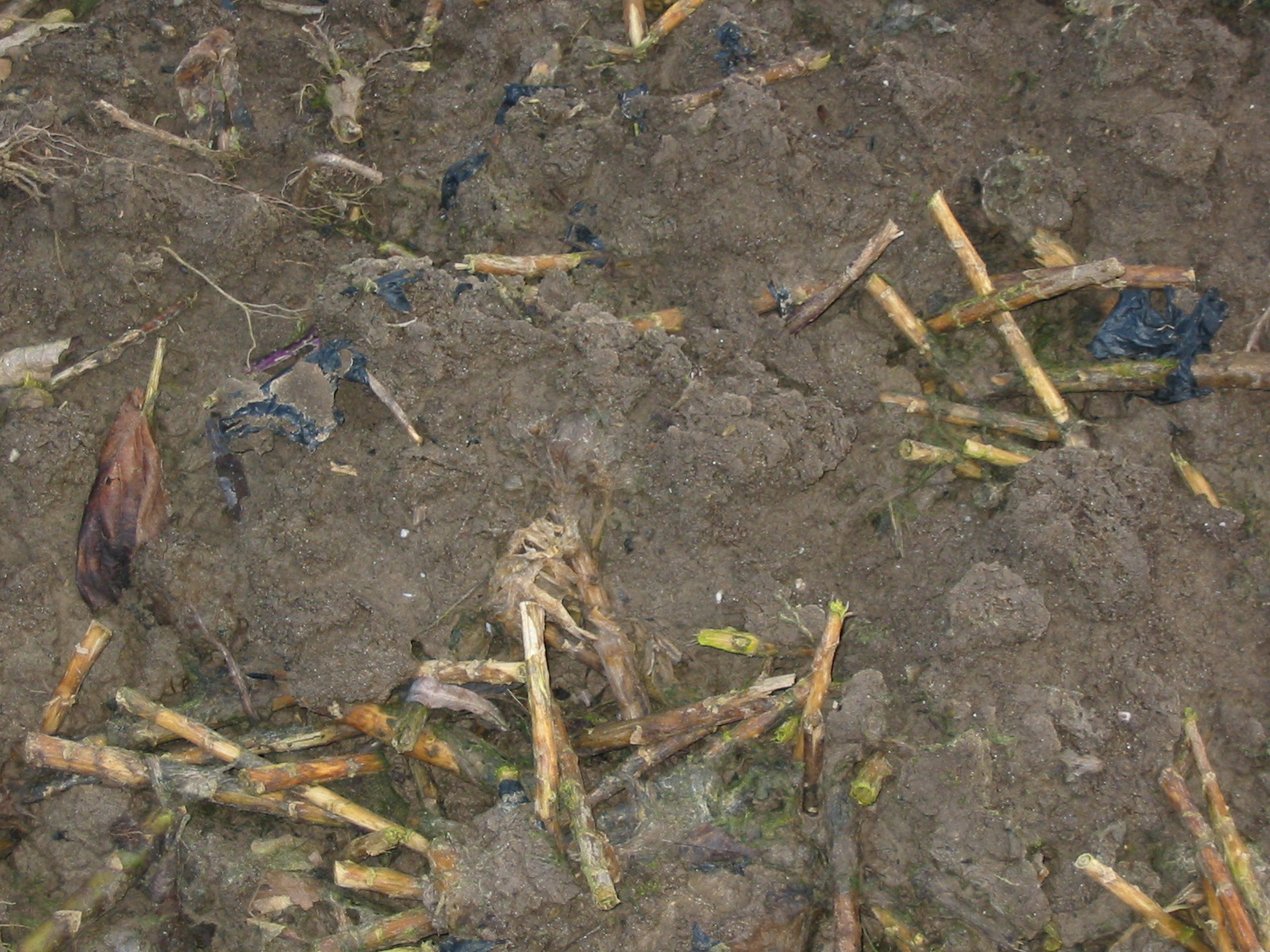
Teilweise zersetzte Mulchfolie aus PLA-Blend

## Unterschiedliches Verständnis
Biologische Abbaubarkeit bedeutet praktisch sehr Unterschiedliches, je nachdem, ob Bezug auf die gesetzlichen Vorschriften oder auf weitergehende Vorstellungen genommen wird. Industriell hergestellte Chemikalien gelten als biologisch abbaubar, wenn sie durch biologischen Abbau aus der Umwelt entfernt und dem mineralischen Stoffkreislauf zugeführt werden. Dabei stellt sich die Frage, wie die biologische Abbaubarkeit geprüft wird, wie weit in dem Test der Abbau betrachtet wird und ob die notwendigen Abbaubedingungen (beispielsweise Temperatur, sonstige Nährstoffe) am jeweiligen Ort gegeben sind.
Die im allgemeinen Sprachgebrauch vorhandene Assoziation mit privater Eigen-Kompostierung führt dabei immer wieder zu Missverständnissen, siehe Kompostierbarkeit.
Beim biologischen Abbau eines Stoffes als Zwischenstufen entstehende Abbauprodukte können zudem problematischer sein als der Ursprungsstoff. Aus Nonylphenolethoxylaten entstehen beispielsweise in den ersten Abbauschritten Nonylphenole, die für Fische schädigende Hormonwirkungen haben. Unterscheiden muss man hierbei auch noch zwischen Metaboliten und Transformationsprodukten. Erstere entstehen durch metabolische Umwandlung, vorrangig im Menschen, während Transformationsprodukte alle Möglichkeiten der Umwandlung eines Stoffes mit einbeziehen. Da man bei der Untersuchung der biologischen Abbaubarkeit abiotische Vorgänge (z. B. Hydrolyse im Wasser) nicht ausschließen kann, ist für die entstehenden Produkte der Begriff Transformationsprodukt besser.
Der zuweilen verwendete, unscharfe Ausdruck „Elimination“ hat mit einem biologischen Abbau nichts zu tun. Eine Elimination von Stoffen beispielsweise in einer Kläranlage bedeutet, dass diese Stoffe nach der Klärung in einer geringeren Konzentration nachweisbar sind als vor der Klärung. Allerdings können diese Stoffe auch durch Transformation, Adsorption, Sedimentation oder Filtration aus dem Abwasser entfernt werden. Im Falle von Adsorption und Sedimentation sind die Stoffe aber im Klärschlamm eingebunden und können damit weiter in der Umwelt sein, im Fall einer Filtration ist es abhängig von der Filtriereinheit und im Falle einer Transformation werden die Transformationsprodukte in die Umwelt eingebracht.

## Testverfahren
Allgemein anerkannt sind die Richtlinien zur Prüfung von Chemikalien der OECD, die auch im Rahmen der Chemikalienzulassung verwendet werden. Die biologische Abbaubarkeit von wasserunlöslichen Stoffen, wie zum Beispiel von Schmierölen, kann mit dem speziell dafür entwickelten Prüfverfahren CEC-L-33-A-93 bestimmt werden. Für bestimmte Tenside existieren weiterhin gesetzlich vorgeschriebene Testverfahren, die weniger aussagekräftig sind. Für die Klassifizierung als biologisch abbaubarer Kunststoff wird auch die Kompostierbarkeit untersucht.

### Leichte biologische Abbaubarkeit (OECD 301)
Die Tests der OECD-Testserie 301 (A–F) weisen einen raschen und vollständigen biologischen Abbau unter aeroben Bedingungen nach. Unterschiedliche Testmethoden stehen für gut oder schlecht lösliche sowie für flüchtige Substanzen zur Verfügung. Wenn eine Substanz das Kriterium für den leichten biologischen Abbau (meistens mehr als 60 % Abbau) nicht erreicht, wird in der nächsten Hierarchieebene (OECD 302) der inhärente biologische Abbau getestet.
- DOC Die Away Test (OECD 301 A): Die Prüfsubstanz wird mit einer im Vergleich zu den anderen Tests hohen Konzentration, d. h. 10–40 mgDOC/L (DOC = Dissolved Organic Carbon = gelöster organischer Kohlenstoff) getestet. Über den Zeitraum von 28 Tagen wird in definierten Abständen die DOC Konzentration gemessen. Dieser Test kann für adsorbierende Substanzen genutzt werden.
- Kohlendioxid-Entwicklungstest (OECD 301 B): Das durch den biologischen Abbau der Prüfsubstanz entstehende Kohlendioxid wird regelmäßig über 28 Tage analysiert und ist Indikator für den biologischen Abbau. Dieser sog. Sturm-Test wird für die Untersuchung schlecht wasserlöslicher Chemikalien verwendet.
- Modifizierter MITI-Test (OECD 301 C): Mit einem speziellen Inoculum nach MITI-Vorgaben wird über den Zeitraum von 28 Tagen der Sauerstoffverbrauch bei gleichzeitiger Adsorption von Kohlenstoffdioxid gemessen. Dieser Test ist für leicht lösliche Substanzen geeignet.
- Geschlossener Flaschentest (OECD 301 D): Die biologische Abbaubarkeit der Prüfsubstanz wird bestimmt, indem in regelmäßigen Intervallen über einen Zeitraum von 28 Tagen der Verbrauch von gelöstem Sauerstoff ermittelt wird. Dieser Test wird für flüchtige Chemikalien verwendet.
- Modifizierter OECD-Screening-Test (OECD 301 E): Die biologische Abbaubarkeit der Prüfsubstanz wird über die Messung des DOC über einen Zeitraum von 28 Tagen ermittelt. Dieser Test wird bei ausreichend wasserlöslichen Chemikalien angewendet.
- Manometrischer Respirationstest (OECD 301 F): In den Testflaschen wird ein definierter Gasraum gelassen. Zusätzlich wird ein Kohlendioxid adsorbierendes Mittel (z. B. Natriumhydroxid) in einem speziellen Gefäß in die Testflasche gegeben. Während des Testes wird Sauerstoff aus dem Gasraum verbraucht und durch Kohlendioxid ersetzt, welches durch das Adsorbens aufgenommen wird. Der dabei entstehende Druckunterschied wird durch spezielle Manometer aufgezeichnet und bildet damit den biologischen Abbau ab. Dieser Test ist geeignet, wenn die Summenformel der untersuchten Substanz bekannt ist und damit ein theoretischer Sauerstoffverbrauch berechnet werden kann.

### Inhärente Abbaubarkeit (OECD 302)
Die Tests der OECD-Testserie 302 (A–C) weisen eine zwar eingeschränkte, grundsätzlich aber doch mögliche biologischen Abbaubarkeit der untersuchten Chemikalie nach. Substanzen, die solche Tests bestehen, gelten als grundsätzlich oder inhärent biologisch abbaubar.
- Der Zahn-Wellens-EMPA-Test (OECD 302 B) untersucht die aerobe biologische Abbaubarkeit der Prüfsubstanz und gibt das Ergebnis über die Abnahme des chemischen Sauerstoffbedarfs oder des Dissolved Organic Carbon an. Es handelt sich um den meistverwendeten Test für die Untersuchung der inhärenten Abbaubarkeit. Er liefert zusätzlich Informationen über das Adsorptionsverhalten des untersuchten Stoffs.

### Biologische Abbaubarkeit von öllöslichen Produkten (CEC-L-33-A-93)
Bei dieser Methode wird eine geringe Menge des zu prüfenden Öls 21 Tage lang in einem angeimpften Mineralsubstrat bei gleichbleibenden Bedingungen geschüttelt. Anschließend wird mit Freon extrahiert und infrarotspektrometrisch analysiert. Durch Vergleichen der Absorption des infraroten Lichtes der unbehandelten „Nulltagesansätze“ mit der Absorption der 21-Tagesansätze kann der biologisch abgebaute (biologisch abbaubare) Anteil des Öles bestimmt werden. Mit der Methode CEC-L-33-A-93 kann nur die biologische Abbaubarkeit von öllöslichen Substanzen bestimmt werden. Sie ist nicht auf Einzelsubstanzen beschränkt, sondern kann ebenfalls zur Bestimmung der Abbaubarkeit von Fertigprodukten eingesetzt werden.

### Detergenzienverordnung
Seit Oktober 2005 ist die Verordnung (EG) Nr. 648/2004 in Kraft getreten. Diese schreibt vor, dass alle Tenside, die in der EU in Verkehr gebracht werden, zu mindestens 80 % primär abgebaut werden (d. h. sie verlieren ihre Tensideigenschaft) und innerhalb von 28 Tagen zu mindestens 60 % vollständig biologisch abgebaut werden. Hersteller können eine Ausnahme beantragen. Die vollständige biologische aerobe Abbaubarkeit kann durch die Norm EN ISO 14593: 1999 (CO2-Headspace-Test) nachgewiesen werden.

### Kompostierbarkeit
Biokunststoffe werden der Prüfung der Kompostierbarkeit von Kunststoffen unterzogen. Diese war in Deutschland unter der 2004 ersatzlos zurückgezogenen DIN-Norm DIN V 54900-1...3 beschrieben; die amerikanische ASTM D-6400 fordert eine Abbaubarkeit von Kunststoffen von 60 % innerhalb von 180 Tagen, um Produkte als „kompostierbar“ zu kennzeichnen. Eine Anerkennung als biologisch abbaubarer Werkstoff und kompostierbarer Werkstoff erfolgt nur, wenn die Stoffe innerhalb von 12 Wochen in einer Industriekompostierung nach Europäischer Norm EN 13432 zu mindestens 90 % abgebaut werden.

## Umgang mit persistenten Eigenschaften
Substanzen werden als abbauresistent bezeichnet, wenn sie keinem biologischen Abbau unterliegen. Werden sie auch durch sonstige chemische oder physikalische Abbauprozesse nicht zersetzt, so werden sie als persistent bezeichnet. Wegen der Persistenzproblematik ist neben dem chemischen und photochemischen Abbau sowie der Adsorption die biologische Abbaubarkeit von in die Umwelt eingetragenen Substanzen von großer Bedeutung. Die biologische Abbaubarkeit wird daher bereits bei der Zulassung von Chemikalien mit den genannten OECD-Tests geprüft. Kümmerer zufolge soll für eine nachhaltige Chemie eine möglichst vollständige Abbaubarkeit (Mineralisierung) nach der Anwendung der Chemikalien als ein Teil der Funktionalität betrachtet werden.